# Victory (Kirche)

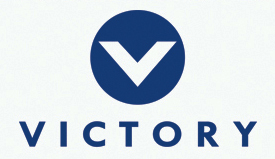
Logo der Victory Christian Fellowship

Die Victory Christian Fellowship der Philippinen, Inc. ist eine evangelikale protestantische Kirche mit Sitz auf den Philippinen. Sie ist Mitglied der Großorganisation Every Nation Churches mit Kirchen und Gemeinden in über achtzig Ländern.

## Geschichte
Die kirchliche Organisation wurde von Steve und Deborah Murrell begründet, die 1984 zusammen mit Rice Broocks und 65 anderen amerikanischen Universitätsstudenten während einer einmonatigen Sommermission auf die Philippinen kamen. Seit 1984 ist Victory deutlich gewachsen, derzeit gibt es Kirchen in 60 philippinischen Städten. Der Hauptsitz ist in Bonifatio Global City.
In einer schwierigen Zeit, in der Victory Manila um das Überleben zu kämpfen hatte, nahm Epsuele Cannistraci („Apostel C“), der Gründungspastor der Gateway City Church in San Jose, Kalifornien, Steve Murrell und andere Kirchenführer unter seinen Schutz. Er behandelte sie, als wären sie Teil seines eigenen Verwaltungspersonals und seiner Familie.  Man betreute sie und diente der Kirche und ihren Leitern während der jährlichen Diensttreffen von Apostel C und seiner Frau Shirley („Schwester C“) bei Victory Manila. Diese Phase begann in den 1980er Jahren und dauerte über ein Jahrzehnt. Steve Murrell schrieb, Apostel C habe anhand seines Beispiels gelehrt, wie man „mit Integrität Dienst leistet, wie man mit Freude lebt und wie man eine Familie ohne Reue führt“.
Im Jahr 2015 hatte die Metro Manila-Kirche von Victory 15 Teilgemeinden, alle mit mehreren regulären Gottesdiensten, und viele boten den Gottesdienst in mehr als einer Sprache (Englisch) an. Die Kirche hält an ihren Standorten jedes Wochenende 94 Gottesdienste ab, die zum Teil live übertragen werden. Filipinos werden ausgebildet, um in einzelnen philippinischen Städten, aber auch landes- und weltweit zu missionieren. Über 10.000 Führungskräfte führen kleine wöchentliche Jüngerschaftsgruppen durch.
Im Jahr 2020 hatte die Kirche 65.000 Mitglieder.

## Jüngerschafts- und Führungsausbildung
Seit ihrer Gründung im Jahr 1984 setzen sich die Mitglieder der Kirche im sozialen Bereich für die Gemeinschaften ein, sie verbreiten das Bibelstudium, sie leiten die Gläubigen und unterstützen die Jünger. Ihr Hauptinstrument für Jüngerschaft ist die Victory-Gruppe, eine kleine Gruppe von Menschen, die sich regelmäßig trifft, Beziehungen aufbaut und gemeinsam die Bibel studiert.

## Victory Worship
Im Jahr 2014 veröffentlichte Victory Worship sein erstes Live-Worship-Album, Radical Love. Radical Love und sein 2015er Follow-up Rise Heart  wurden von der philippinischen Vereinigung der Schallplattenindustrie mit der Goldmedaille ausgezeichnet.
Am 25. März 2017 veröffentlichte die Gruppe Awit ng Bayan ihre erste vollständige Single in philippinischer Sprache. Am 1. Juni 2017 wurde Safe, die neueste digitale Single, im Radio und in digitalen Formaten veröffentlicht. Am 1. Dezember 2017 wurde das erweiterte Spiel For Your Purpose veröffentlicht. Am 16. März 2018 wurde das neueste erweiterte Spiel In Your Name veröffentlicht.

## Lehre
Victory hält sich als Mitglied von Every Nation an die Glaubenserklärung der World Evangelical Alliance, zu der Every Nation gehört. Victory ist auch Mitglied des Philippinischen Rates der Evangelischen Kirchen und hält sich daher an die Glaubenserklärung des Rates.